# Back in My World
Back in my world is een lied van de Nederlandse zanger Alain Clark. Het verscheen in 2013 op een single en een jaar later op zij album Walk with me.

## Hitnoteringen

### Nederlandse Top 40
| Hitnotering: 23-03-2013 t/m 08-06-2013 | Hitnotering: 23-03-2013 t/m 08-06-2013 | Hitnotering: 23-03-2013 t/m 08-06-2013 | Hitnotering: 23-03-2013 t/m 08-06-2013 | Hitnotering: 23-03-2013 t/m 08-06-2013 | Hitnotering: 23-03-2013 t/m 08-06-2013 | Hitnotering: 23-03-2013 t/m 08-06-2013 | Hitnotering: 23-03-2013 t/m 08-06-2013 | Hitnotering: 23-03-2013 t/m 08-06-2013 | Hitnotering: 23-03-2013 t/m 08-06-2013 | Hitnotering: 23-03-2013 t/m 08-06-2013 | Hitnotering: 23-03-2013 t/m 08-06-2013 | Hitnotering: 23-03-2013 t/m 08-06-2013 | Hitnotering: 23-03-2013 t/m 08-06-2013 |
| Week:                                  | 1                                      | 2                                      | 3                                      | 4                                      | 5                                      | 6                                      | 7                                      | 8                                      | 9                                      | 10                                     | 11                                     | 12                                     |                                        |
| -------------------------------------- | -------------------------------------- | -------------------------------------- | -------------------------------------- | -------------------------------------- | -------------------------------------- | -------------------------------------- | -------------------------------------- | -------------------------------------- | -------------------------------------- | -------------------------------------- | -------------------------------------- | -------------------------------------- | -------------------------------------- |
| Positie:                               | 24                                     | 14                                     | 11                                     | 14                                     | 14                                     | 18                                     | 20                                     | 20                                     | 20                                     | 25                                     | 28                                     | 33                                     | uit                                    |

### NederlandseSingle Top 100
| Hitnotering: 16-03-2013 t/m 15-06-2013 | Hitnotering: 16-03-2013 t/m 15-06-2013 | Hitnotering: 16-03-2013 t/m 15-06-2013 | Hitnotering: 16-03-2013 t/m 15-06-2013 | Hitnotering: 16-03-2013 t/m 15-06-2013 | Hitnotering: 16-03-2013 t/m 15-06-2013 | Hitnotering: 16-03-2013 t/m 15-06-2013 | Hitnotering: 16-03-2013 t/m 15-06-2013 | Hitnotering: 16-03-2013 t/m 15-06-2013 | Hitnotering: 16-03-2013 t/m 15-06-2013 | Hitnotering: 16-03-2013 t/m 15-06-2013 | Hitnotering: 16-03-2013 t/m 15-06-2013 | Hitnotering: 16-03-2013 t/m 15-06-2013 | Hitnotering: 16-03-2013 t/m 15-06-2013 | Hitnotering: 16-03-2013 t/m 15-06-2013 | Hitnotering: 16-03-2013 t/m 15-06-2013 |
| Week:                                  | 1                                      | 2                                      | 3                                      | 4                                      | 5                                      | 6                                      | 7                                      | 8                                      | 9                                      | 10                                     | 11                                     | 12                                     | 13                                     | 14                                     |                                        |
| -------------------------------------- | -------------------------------------- | -------------------------------------- | -------------------------------------- | -------------------------------------- | -------------------------------------- | -------------------------------------- | -------------------------------------- | -------------------------------------- | -------------------------------------- | -------------------------------------- | -------------------------------------- | -------------------------------------- | -------------------------------------- | -------------------------------------- | -------------------------------------- |
| Positie:                               | 21                                     | 14                                     | 14                                     | 23                                     | 24                                     | 27                                     | 29                                     | 37                                     | 45                                     | 60                                     | 65                                     | 66                                     | 81                                     | 99                                     | uit                                    |